# جيمس برترام كونينغهام
جيمس برترام كونينغهام هو سياسي كندي، ولد في 28 سبتمبر 1872 في كندا، وتوفي في 2000. حزبياً، نشط في Labour candidates and parties in Canada ‏. وقد انتخب عضو برلمان مقاطعة أونتاريو.